# Rajd Wikingów 1956
Rajd Wikingów 1956 (6. Viking Rally) – 6. edycja rajdu samochodowego Rajd Wikingów rozgrywanego w Norwegii. Rozgrywany był od 14 do 17 września 1956 roku. Rajd był jedenasta rundą Rajdowych Mistrzostw Europy w roku 1956.

## Klasyfikacja rajdu
| Miejsce                | Kierowca               | Pilot                  | Samochód               | Czas                   | Strata                 |                        |
| Klasyfikacja generalna | Klasyfikacja generalna | Klasyfikacja generalna | Klasyfikacja generalna | Klasyfikacja generalna | Klasyfikacja generalna | Klasyfikacja generalna |
| ---------------------- | ---------------------- | ---------------------- | ---------------------- | ---------------------- | ---------------------- | ---------------------- |
| 1.                     | Carl-Magnus Skogh      | Rolf Skogh             | Saab 93                | 24                     |                        |                        |
| 2.                     | Erik Carlsson          | Sven Helm              | Saab 93                | 27                     | +3                     |                        |
| 3.                     | Bengt Johansson        | Arne Bohm              | Peugeot 403            | 34                     | +10                    |                        |
| 4.                     | Ivar Andersson         | Hjalmar Ohlström       | Saab 93                | 37                     | +13                    |                        |
| 5.                     | Leif Samsing           | Haakon Isdahl          | DKW                    | 44                     | +20                    |                        |
| 6.                     | Jens-Jarl Jærnes       | Johan Solem            | Opel Rekord            | 50                     | +26                    |                        |
| 7.                     | Olle Bromark           | Stig Pettersson        | Volkswagen             | 56                     | +32                    |                        |
| 8.                     | Lars Askersrud         | Gunnar Steenslie       | Ford Anglia            | 57                     | +33                    |                        |
| 9.                     | Ulf Strindlund         | Fred Brolin            | Peugeot 403            | 59                     | +35                    |                        |
| 10.                    | Christopher Wessel     | Knut Griff-Müller      | DKW                    | 59                     | +35                    |                        |